# Holziken
Holziken (schweizerdeutsch: ˈhɔʊtsɪkχə) ist eine Einwohnergemeinde im Schweizer Kanton Aargau. Sie gehört zum Bezirk Kulm und liegt zwischen dem Uerkental und dem Suhrental.

## Geographie
Das Dorf befindet sich am nördlichen Fuss des Stübisbergs (556 m ü. M.), einem Ausläufer des Uerknerbergs, der die Täler der Uerke und der Suhre voneinander trennt. Die südliche Hälfte des Gemeindegebiets ist sehr hügelig und fast vollständig mit Wald bedeckt. Die nördliche Hälfte hingegen liegt in einer völlig flachen, intensiv landwirtschaftlich genutzten Ebene namens «Hard», die im Westen von der Uerke und im Osten von der Suhre entwässert wird.
Die Fläche des Gemeindegebiets beträgt 286 Hektaren, davon sind 109 Hektaren bewaldet und 44 Hektaren überbaut. Der höchste Punkt befindet sich auf dem Stübisberg auf 550 Metern, der tiefste auf 435 Metern in der Hard-Ebene. Nachbargemeinden sind Kölliken im Nordwesten, Muhen im Nordosten, Hirschthal im Osten, Schöftland im Südosten und Uerkheim im Südwesten.

## Geschichte

Luftansicht (1970)

1924 wurde eine römische Goldmünze aus der Zeit des Kaisers Vespasian gefunden, allerdings gibt es keine Hinweise auf eine Besiedlung. Zwischen dem 6. und 9. Jahrhundert rodeten die Alamannen den Wald und gründeten eine Siedlung. Der Ortsname leitet sich vom althochdeutschen Hellzinghofun ab, was «bei den Höfen der Sippe des Hellzo» bedeutet. Die erste urkundliche Erwähnung von Helzinkon erfolgte 1306 im Habsburger Urbar. Holziken war im Mittelalter ein unbedeutender Weiler im Herrschaftsgebiet der Habsburger und gehörte zum Gerichtsbezirk Muhenamt. Eine Urkunde aus dem Jahr 1414 belegt, dass das Kloster St. Gallen hier über Grundbesitz verfügte.
1415 eroberten die Eidgenossen den Aargau; das Gebiet um Holziken gehörte nun zum Untertanengebiet der Stadt Bern, dem so genannten Berner Aargau. 1528 führten die Berner die Reformation ein. Im Jahr 1558 bestand der nun zum Gerichtsbezirk Kölliken gehörende Weiler lediglich aus sieben Häusern und begann sich erst ab dem 17. Jahrhundert zu einem Dorf zu entwickeln. Im März 1798 nahmen die Franzosen die Schweiz ein, entmachteten die «Gnädigen Herren» von Bern und riefen die Helvetische Republik aus. Seither gehört Holziken zum Kanton Aargau. 1803 wurde die Gemeinde dem Bezirk Kulm zugeteilt.
Im 18. und 19. Jahrhundert bot die Baumwollverarbeitung in Heimarbeit einen bescheidenen Verdienst, doch Holziken blieb bis weit ins 20. Jahrhundert hinein landwirtschaftlich geprägt. Nach der Eröffnung der nahe gelegenen Autobahn im Jahr 1967 erlebte die Gemeinde einen Aufschwung. Innerhalb von knapp vierzig Jahren verdoppelte sich die Bevölkerungszahl. In den ersten Jahren des 21. Jahrhunderts ist Holziken national vor allem als ausgesprochene Hochburg der SVP bekannt geworden. Bei Wahlen erzielt diese Partei hier zwischen 50 und 70 % der Stimmen, und in der örtlichen Reithalle wurden mehrmals nationale Parteitage durchgeführt.

## Wappen
Die Blasonierung des Gemeindewappens lautet: «In Weiss schwarzer, mit drei gelben Scheiben belegter Sparren.» Das älteste Wappen ist auf einer 1683 entstandenen Wappenscheibe in der Kirche von Schöftland zu sehen; es zeigt ein grünes Gehölz, das von einem Bach durchflossen wird. Weil in der Heraldik landschaftliche Darstellungen ungeeignet sind, beschloss die Gemeinde 1977 die Einführung des neuen Wappens, welches bereits im 18. Jahrhundert in einem Wappenbuch abgebildet war. Auf einigen Darstellungen sind die abgebildeten Scheiben als aufgeschnittene Bäume zu erkennen, was wohl auf den Gemeindenamen zurückzuführen ist.

## Bevölkerung
Die Einwohnerzahlen entwickelten sich wie folgt:
| Jahr      | 1803 | 1850 | 1900 | 1930 | 1950 | 1960 | 1970 | 1980 | 1990 | 2000 | 2010 | 2020 |
| Einwohner | 279  | 343  | 372  | 447  | 474  | 537  | 649  | 926  | 1041 | 1184 | 1244 | 1543 |

Am 31. Dezember 2023 lebten 1742 Menschen in Holziken, der Ausländeranteil betrug 21,2 %. Bei der Volkszählung 2015 bezeichneten sich 42,1 % als reformiert und 16,7 % als römisch-katholisch; 41,2 % waren konfessionslos oder gehörten anderen Glaubensrichtungen an. 90,2 % gaben bei der Volkszählung 2000 Deutsch als ihre Hauptsprache an, 2,4 % Albanisch, 2,2 % Italienisch, 1,5 % Serbokroatisch und 1,3 % Französisch.

## Politik und Recht

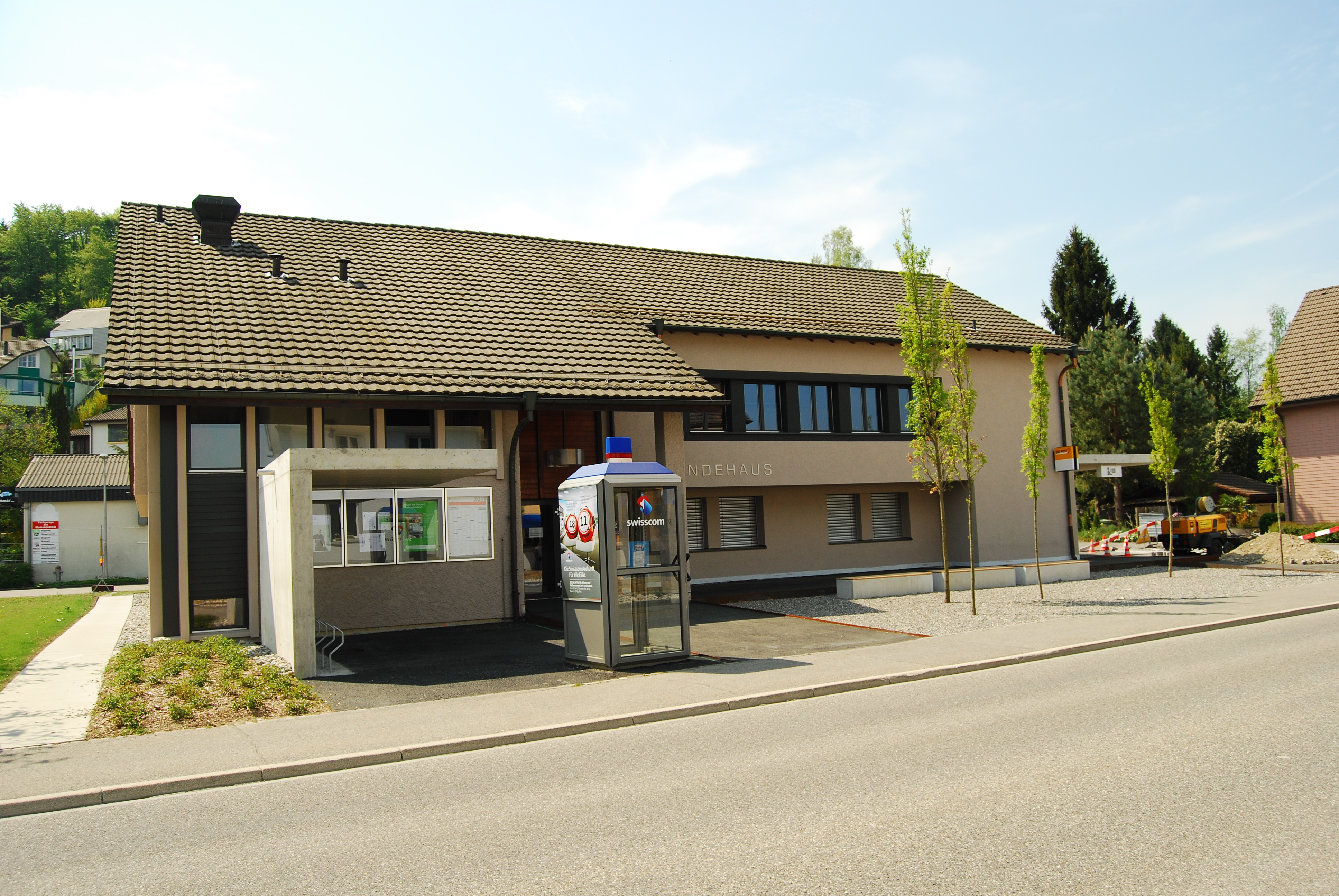
Gemeindehaus

Die Versammlung der Stimmberechtigten, die Gemeindeversammlung, übt die Legislativgewalt aus. Ausführende Behörde ist der fünfköpfige Gemeinderat. Er wird im Majorzverfahren vom Volk gewählt, seine Amtsdauer beträgt vier Jahre. Der Gemeinderat führt und repräsentiert die Gemeinde. Dazu vollzieht er die Beschlüsse der Gemeindeversammlung und die Aufgaben, die ihm vom Kanton zugeteilt wurden. Für Rechtsstreitigkeiten ist in erster Instanz das Bezirksgericht Kulm zuständig. Holziken gehört zum Friedensrichterkreis IX (Unterkulm).

## Wirtschaft
In Holziken gibt es gemäss der im Jahr 2015 erhobenen Statistik der Unternehmensstruktur (STATENT) rund 250 Arbeitsplätze, davon 9 % in der Landwirtschaft, 26 % in der Industrie und 65 % im Dienstleistungsbereich. Die meisten Erwerbstätigen sind Wegpendler und arbeiten in Aarau und Umgebung.

## Verkehr
Holziken liegt am Kreuzungspunkt mehrerer Ortsverbindungsstrassen ins Suhrental, Uerkental und Wiggertal. Östlich des Dorfes verläuft die Hauptstrasse 24, die gleichzeitig als Umfahrung und Zubringer zum nahe gelegenen Anschluss Aarau-West der Autobahn A1 dient. Seit 1976 besitzt Holziken einen offiziellen Heliport (ICAO-Code LSXH).

### Nahverkehr
Eine Buslinie der Gesellschaft Limmat Bus führt von Schöftland über Holziken zum Bahnhof Zofingen. An Wochenenden verkehrt ein Nachtbus vom Bahnhof Aarau über Holziken nach Kölliken und weiter nach Aarau.
- 613 Schöftland Bahnhof – Holziken – Bottenwil – Uerkheim – Mühlethal – Zofingen Bahnhof
- N25 Schöftland Bahnhof – Holziken – Kölliken – Oberentfelden – Unterentfelden – Aarau Bahnhof

## Bildung

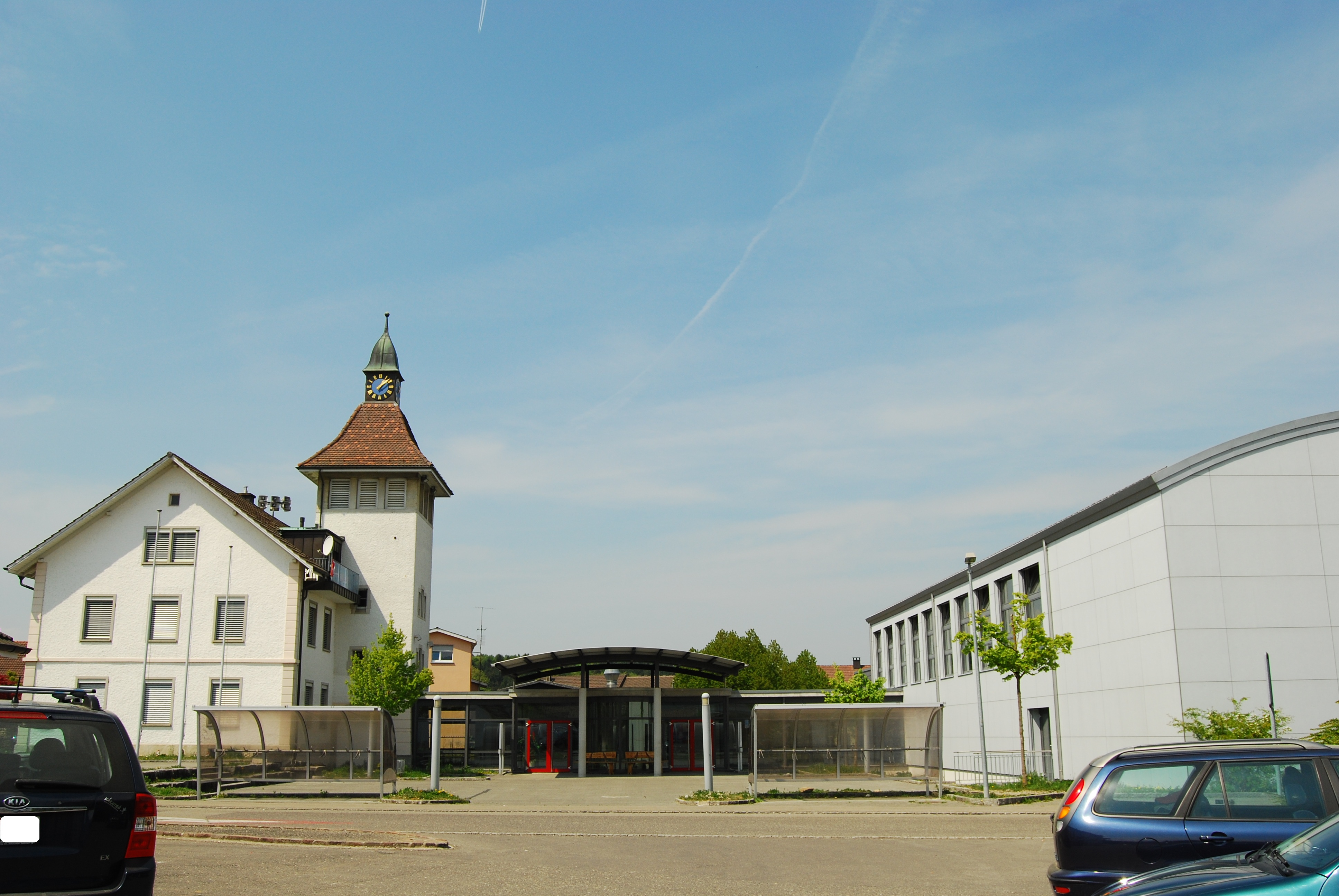
Schulgebäude

Die Gemeinde verfügt über einen Kindergarten und zwei Schulhäuser, in denen die Primarschule unterrichtet wird. Sämtliche Oberstufen der obligatorischen Volksschule (Realschule, Sekundarschule und Bezirksschule) können in Schöftland besucht werden. Die nächstgelegenen Gymnasien sind die Alte Kantonsschule und die Neue Kantonsschule, beide in Aarau.

## Persönlichkeiten
- Hermann Suter (1853–1914), Oberzolldirektor in Bern
- Adolf Bolliger (1854–1931), Theologe, Pfarrer und Philosoph